# Piper gammiei
Piper gammiei är en pepparväxtart som beskrevs av C. Dc.. Piper gammiei ingår i släktet Piper och familjen pepparväxter. Inga underarter finns listade i Catalogue of Life.